# Епархия Виктории
Епархия Виктории (лат. Dioecesis Victoriensis in Insula Vancouver) – епархия Римско-Католической церкви с центром в городе Виктория,  Канада.  Епархия Виктории входит в архиепархию Ванкувера. Юрисдикция епархии Виктории распространяется на остров Ванкувер. Кафедральным собором епархии является Собор святого Андрея.

## История
24 июля 1846 года Святой Престол учредил епархию Острова Ванкувер, выделив её из Апостольского викариата Территории Орегона (сегодня – архиепархия Портленда). 14 декабря 1863 года епархия Острова Ванкувер уступила часть своей территории новому Апостольскому викариату Ванкувера. 27 июля 1894 года епархия Острова Ванкувер уступила часть своей территории новой Апостольской префектуре Аляски (сегодня – Епархия Фэрбанкса). 
19 июня 1903 года епархия Острова Ванкувера была возведена в ранг митрополии. 6 сентября 1904 года архиепархия Острова Ванкувера была переименована в архиепархию Виктории. 1 октября 1908 года статус архиепархии Виктории был понижен до епархии и она вошла в новую митрополию архиепархии Ванкувера.

## Ординарии епархии
- епископ Modeste Demers  (28.07.1846 – 28.07.1871);
- епископ Charles-Jean Seghers  (11.03.1873 – 18.09.1878);
- епископ Жан-Батист Брондель[англ.] (26.09.1879 — 07.04.1883) — назначен епископ Хелены
- епископ Charles-Jean Seghers  (9.03.1884 – 28.11.1886);
- епископ Jean-Nicolas Lemmens (29.05.1888 – 10.08.1897);
- епископ Александр Кристи[англ.] (26.03.1898 — 04.03.1899) — назначен архиепископом Портленда
- архиепископ Bertram Orth  (24.03.1900 – 1.10.1908);
- епископ Alexander MacDonald  (1.10.1908 – 6.06.1923);
- епископ Thomas O'Donnell  (23.12.1923 – 27.05.1929);
- епископ Gerald C. Murray (30.01.1930 – 18.04.1934);
- епископ John Hugh MacDonald  (11.08.1934 – 16.12.1936);
- епископ John Christopher Cody  (9.12.1936 – 6.04.1946);
- епископ James Michael Hill  (22.06.1946 – 29.03.1962);
- епископ Remi Joseph De Roo (19.10.1962 – 18.03.1999);
- епископ Raymond Roussin (18.03.1999 – 10.01.2004);
- епископ Richard Joseph Gagnon (14.05.2004 – 28.10.2013).

## Источник
- Annuario Pontificio, Libreria Editrice Vaticana, Città del Vaticano, 2003, ISBN 88-209-7422-3